# Markala
Markala és una comuna del Mali, a la regió de Ségou que es troba a la vora del riu Níger, a 35 km de la capital regional, Ségou. La comuna es compon de trenta aldees, dues de les quals, Kirango i Diamarabougou, són les seus administratives.

## Història
Markala s'origina amb la fusió de les seves dues poblacions principals, Kirango i Diamarabougou. Durant la segona meitat del segle xviii, el rei Ngolo Diarra, cap de l'imperi bambara, va cercar per als seus fills el emplaçaments més interessants, econòmica i estratègicament. Aleshores Kirango va ser el lloc escollit per a M'Pè Diarra (conegut com a Kirango M'Pè). La seva tomba s'hi troba.
Dels orígens de Diamarabougou, la llegenda local parla d'un casador anomenat Diamourou Bouaré qui visitaria el lloc per a descansar.
Durant la colonització francesa es va pensar a valorar el delta interior del Níger mitjançant obres hidráuliques. En un principi es va propossar la construcció d'un assud a Sasanding, però al 1932 es comprovà que el sól no hi era l'adequat i el projecte es va traslladar fins a Markala. Les obres duraren de 1934 a 1947. La mà d'obra va vindre de tot l'Àfrica Occidental Francesa, principalment del Sudan Francès i de l'Alt Volta. Els poblets de Kirango i Diamarabougou van créixer i entre ambdós es va construir un barri modern per a l'administració de l'obra i els residents europeus.
La presa està acompanyada d'un pont sobre el Níger que fa part important de la xarxa viaria.Tenen una llargària de 816 metres. Les aigües es deriven a dos canals per a l'ús agrícola: conreus de cotó (discontinuat el 1970), canya de sucre i arròs.